# Stefano Micelli
Stefano Micelli (Udine, 1966) è un economista italiano.

## Biografia
Vive e lavora a Venezia, dove insegna Economia e Gestione delle Imprese presso l'Università Ca' Foscari. Da diversi anni studia la trasformazione del sistema industriale italiano; dal 2014 è direttore scientifico della Fondazione Nord Est. È autore di diversi articoli e volumi. Con Marsilio ha pubblicato I nuovi distretti produttivi (2009, con Giancarlo Corò) e Futuro artigiano. L'innovazione nelle mani degli italiani (2011), giunto alla quinta edizione e vincitore di vari premi